# Великий монреальский мир
Великий монреальский мир (фр. Le traité de la Grande Paix de Montréal) — мирный договор между Новой Францией и 40 племенами канадских индейцев. Документ был подписан 4 августа 1701 года губернатором Новой Франции Луи-Эктором де Кальером и 1 200 представителями индейцев. Соглашение закончило 100-летнюю войну между ирокезами (союзниками англичан) и французами, действовавшими в союзе с гуронами и алгонкинскими племенами. Мир продлился 16 лет.

## Бобровые войны
С момента прибытия европейцев в Северную Америку они начали торговать с местными племенами. Контроль над меховой торговлей играл важную роль для индейцев, желавших быть торговыми партнёрами колонистов. Но между европейцами шла серьёзная борьба за сферы влияния, и англичане открыто поддерживали набеги ирокезов на Новую Францию.

## Подготовка
Ирокезы с 1697 года отвергали мирные предложения, но убыль населения (из-за войн и эпидемий) заставила их пересмотреть свою позицию. Вдобавок торговля стала приносить меньший доход, что объяснялось падением цен на меха. Индейцы предпочли торговать с Новой Англией, чьи купцы предлагали лучшие цены, чем французы.
Первая конференция состоялась на ирокезской территории в Онотаге в марте 1700 года. В сентябре в Монреале был подписан предварительный вариант мирного договора с пятью ирокезскими нациями.

## Договор
Первые делегации прибыли в Монреаль в начале лета 1701 года. Ратификация затянулась из-за обсуждения договора между представителями американских индейцев и губернатором Л. Э. де Кальером. Подписание документа произошло в специальных условиях. Представители каждой нации поместили символ своего племени рядом с документом, после чего начался банкет. С этого момента французы получили право действовать в качестве арбитров во время конфликтов между подписавшими документ племенами. Ирокезы обещали сохранять нейтралитет в случае конфликта между французами и английскими колониями.

## Некоторые участники соглашения
Абенаки, алгонкины, веа, виннебаго, иллинойсы, кикапу, майами, Меномини, миссиссоги, оджибве, оттава, пианкашо, потаватоми, сауки

## Последствия
После заключения мира ничто не препятствовало ведению торговли и проведению исследовательских экспедиций, а также работе католических священников.